# اچ‌ام‌اس ام۲۰
اچ‌ام‌اس ام۲۰ (به انگلیسی: HMS M20) یک کشتی بود که طول آن ۱۷۷ فوت ۳ اینچ (۵۴٫۰۳ متر) بود. این کشتی در سال ۱۹۱۵ ساخته شد.